# Јелена Шубић Котроманић
Јелена Шубић Котроманић (Брибир, 1306 – 10. април 1378) је била средњовјековна брибирска и босанска кнегиња поријеклом из хрватске племићке породице Шубића, жена Владислава Котроманића и мајка Твртка I Котроманића. 

## Поријекло и породица
Јелена је рођена у тврђави Скадрин. Рођена је почетком 14. вијека и била је кћерка Јураја II Шубића и његове супруге кнегиње Лелке. Јелена је имала три брата Младен III Шубић, Павао III Шубић и Деодат и једну сестру Катарину.

## Брак
Удала се за Владислава Котроманића, брата босанског бана Стјепана II Котроманића. Јеленина удаја за Владислава је опет зближила моћне породице Котроманића и Шубића, а вјенчање је обавио трогирски бискуп Ламприди. Како су Јелена и Владислав били у другом и трећем кољену сродства, био је потребан дозвола од папе како би брак био ваљан у очима Римокатоличке цркве. За тај допуст се нико није побринуо, иако је папа раније дао дозволу за брак Владиславова брата и ортенбуршке грофице на захтјев бана Младена II Шубића, што је Јеленин брак с Владиславом чинило неисправним према канонском закону. Јеленин супруг, ипак, није био вјеран, баш као и већина Котроманића. Доминик Мандић сматра да је Владислав добио ванбрачног сина, будућег краља Стјепана Дабишу, недуго након што је Јелена родила будућег краља Твртка I. Дјеца Владислава и Јелене су били:
- бан (касније краљ) Стјепан Твртко I (ц. 1338−1931)
- бан Стјепан Вук (рођен 1345. - послије 1374. )

Међутим Владиславу и Јелени приписују још једну кћи :
- Катарину

Због погоршаног здравља, Владислав се 1353. године одрекао насљедних права у корист њиховог петнаестогодишњег сина Твртка, који је наслиједио Владиславова брата Стјепана као бан, а касније се крунисао за првог босанског краља. Владислав је умро у првим годинама синове владавине.

## Мајка бана Твртка
Иако никада није постала баница Босне, Јелена је имала значајан утицај током владавине свога сина. Јелена је свом сину пружала подршку током његове владавине и активно учествовала у управљању државом. За вријеме борби њених синова, Твртка и Вука, за власт над Босном 1366. године, Јелена је била истјерана из Босне и затворена у неком селу поред Неретве. Након краткотрајног боравка у егзилу, Јелена и Твртко су се 1367. године вратили у Босну, гдје је Твртко поново преузео власт.
Потпис кнегиње Јелене и краљице Доротеје се налази поред Твртковог потписа на једној повељи Дубровчанима, што значи да је кнегиња Јелена умрла након што се 1377. године Твртко окрунио за краља. Књегиња Јелена је умрла у само подне 10. априла 1378. године.

## Породично стабло
| \| \| \| \| \| 2. Јурај II Шубић \| \| \| \| \| \| \| \| \| \| \| \| \| \| \| \| \| \| \| \| \| \| \| \| \| \| \| \| \| \| \| \| \| 1. Јелена Шубић Котроманић \| \| \| \| \| \| \| \| \| \| \| \| \| \| \| \| \| \| \| \| \| \| \| \| \| \| \| \| \| \| \| \| \| \| \| \| 3. [[]] \| \| \| \| \| \| \| \| \| \| \| \| \| \| \| \| \| \| \| \| \| \| \| \| \| |                            |  |  |                   |  |  |  |
| |                            |  |  | 2. Јурај II Шубић |  |  |  |
| |                            |  |  |                   |  |  |  |
| |                            |  |  |                   |  |  |  |
| |                            |  |  |                   |  |  |  |
| | 1. Јелена Шубић Котроманић |  |  |                   |  |  |  |
| |                            |  |  |                   |  |  |  |
| |                            |  |  |                   |  |  |  |
| |                            |  |  |                   |  |  |  |
| | 3. [[]]                    |  |  |                   |  |  |  |
| |                            |  |  |                   |  |  |  |
| |                            |  |  |                   |  |  |  |